# Strada statale 132 di Ozieri

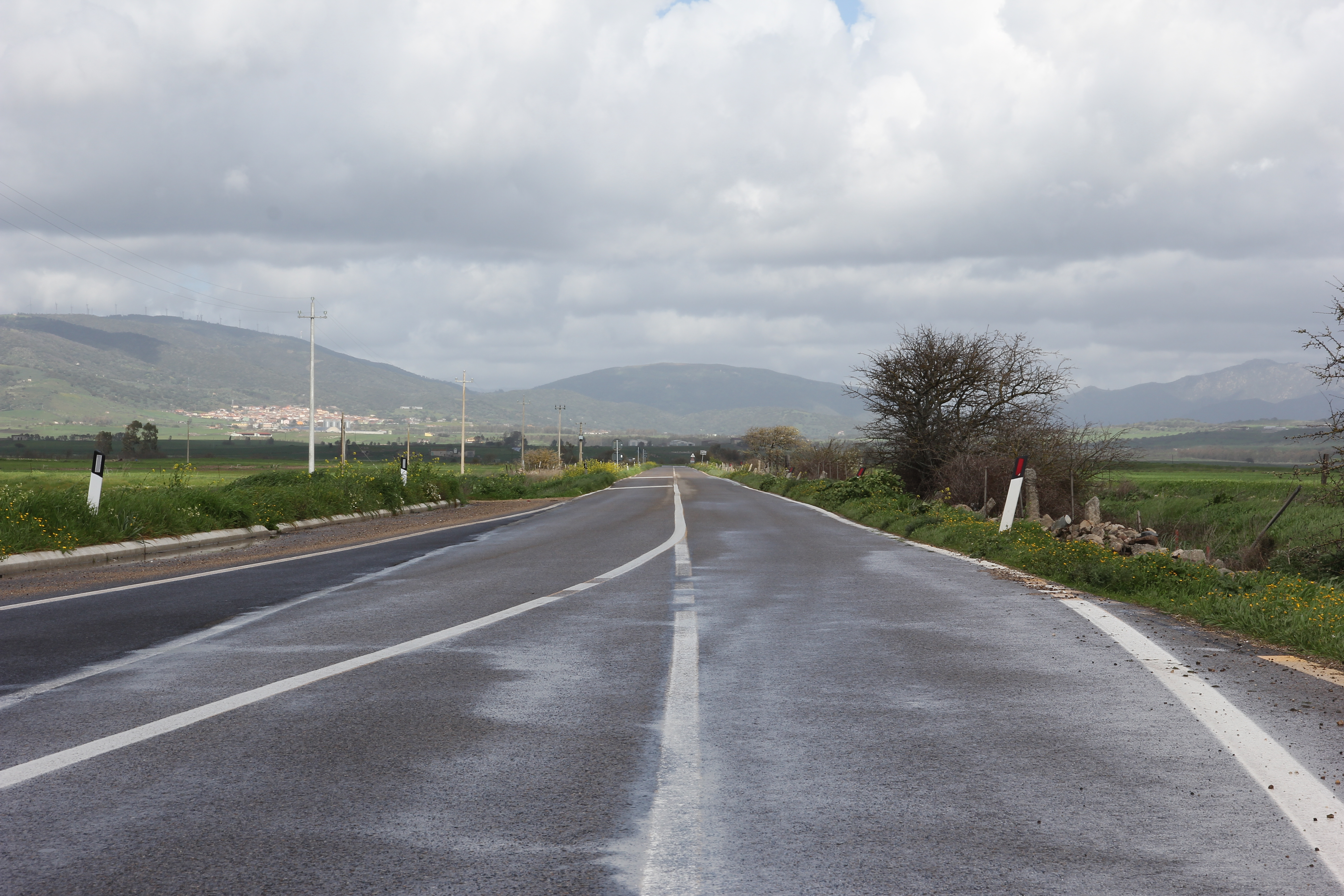
Un breve rettilineo nella piana di Ozieri

La strada statale 132 di Ozieri (SS 132) è una strada statale italiana di rilevanza locale.

## Percorso
Inizia a Ozieri, dalla strada statale 128 bis Centrale Sarda, e si snoda verso nord su un percorso scorrevole per la prima parte, piuttosto curvilineo per la seconda nel quale tratto è particolarmente apprezzata dai mototuristi, in virtù delle innumerevoli curve e dei paesaggi spettacolari che attraversa.
Non attraversa centri abitati di grossa rilevanza e, per quasi tutto il primo tratto, scorre senza incontrarne alcuno. Dopo aver sorpassato un piccolo tratto leggermente curvilineo, interseca la strada statale 672 Sassari-Tempio e giunge a Chiaramonti. Proseguendo per alcuni chilometri giunge infine a Martis, dove si immette sulla strada statale 127 Settentrionale Sarda.